# Piane Crati
Piane Crati är en ort och kommun i provinsen Cosenza i regionen Kalabrien i Italien. Kommunen hade 1 415 invånare (2018).